# Wandel Dal
Das Wandel Dal ist ein grönländisches Tal im Nordost-Grönland-Nationalpark.

## Lage
Das Wandel Dal befindet sich im Süden von Peary Land im äußersten Norden Grönlands. Es verläuft genau in West-Ost-Richtung und hat eine Länge von etwa 100 km. Ganz im Westen des Tals liegt der Aftenstjernesø, der von zwei Gletschern gespeist wird, wobei der von Süden kommende Astrup Bræ ihn beinahe durchtrennt. Vom östlichen Ende des Sees fließt der Sydpas Elv durch das Tal, das in diesem Abschnitt auch Sydpasset heißt, bis zum westlichen Ende des Øvre Midsommersø. Die Mündung liegt im Bereich einer kleinen Bucht namens Baggården. Der langgestreckte See ist über den kurzen Fluss Slusen mit dem Nedre Midsommersø verbunden. Beide Flüsse haben zusammen eine Länge von rund 45 km und machen somit knapp die Hälfte des Tals aus. Vom östlichen Ende des Nedre Midsommersø fließt der klare Midsommerelv bis zum Jørgen Brønlund Fjord. Nur in den unteren 15 Kilometern mischt sich das Flusswasser mit dem trüben Wasser des Ittukusuk Elv, der von Südwesten her durch das größte Nebental, das Ittukusuk Dal, Schmelzwasser von der Chr. Erichsen Iskappe heranführt. Vor seiner Mündung in den Jørgen-Brønlund-Fjord bildet der Midsommerelv ein schmales Delta. Der Jørgen-Brønlund-Fjord bildet einen Nebenarm des Independence Fjords, der nach Osten in die Wandelsee ausläuft.

## Geschichte
Das Tal wurde während Lauge Kochs Jubiläumsexpedition von 1920 bis 1923 zu Ehren des Marineoffiziers Carl Frederik Wandel, der die Expedition als Vorsitzender des Expeditionskomitees unterstützt hatte, benannt. Nach ihm war rund 15 Jahre zuvor auch die Wandelsee benannt worden.
Bereits 1912 hatte Knud Rasmussen auf der Ersten Thule-Expedition archäologische Spuren früherer Besiedelung am Jørgen-Brønlund-Fjord gefunden. Mitte des 20. Jahrhunderts untersuchte Eigil Knuth systematisch das dahinterliegende Wandel Dal und entdeckte zahlreiche archäologische Überreste. Mit Stand 2003 waren elf Fundplätze der Independence-I-Kultur, einer der Independence-II-Kultur, vierzehn Fundplätze der Thule-Kultur und weitere neun undatierte Fundplätze bekannt. Wegen seiner außerordentlich großen Dichte an Wohnplätzen wurde das Tal mit seinen Seen und Flüssen als „Nil Grönlands“ bezeichnet.